# Geología de Uruguay

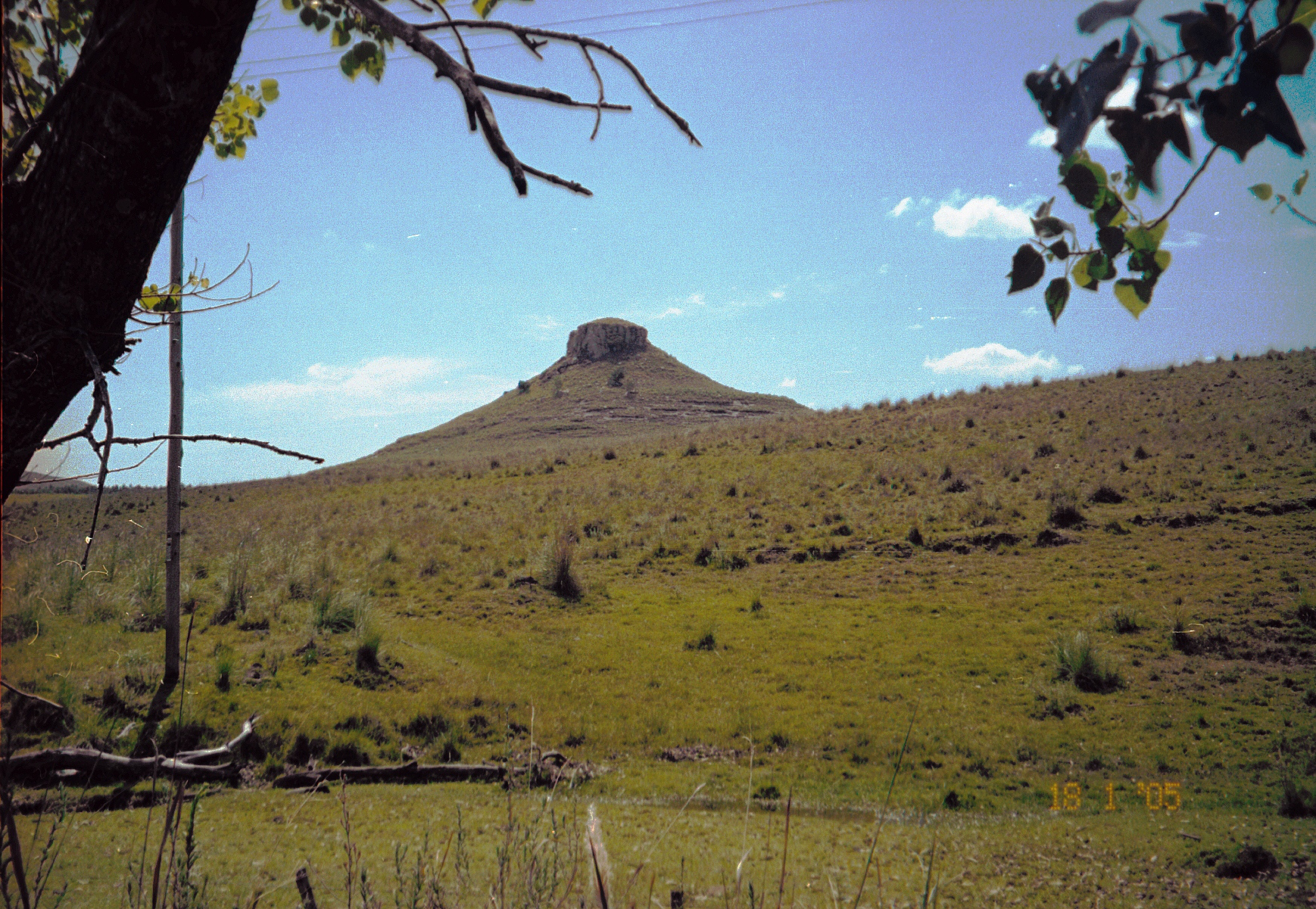
Cerro Batoví es un remanente de erosión formado por basalto de inundación que recubre rocas sedimentarias.

La geología de Uruguay combina áreas de escudos del precámbrico con una región de roca volcánica que erupcionó en el cretácico, y abundantes facies sedimentarios, el más antiguo de las cuales data del devónico. En la geología de Uruguay tuvieron incidencia varios grandes eventos, como la orogenia transamazónica (hace 2000 millones de años), la ruptura de Rodinia (hace 700-500 ma) y la apertura del Atlántico Sur (hace alrededor de 145 ma).

## Región del escudo

Ubicación aproximada de los cratones mesoproterozoicos (de más de 1,3 Ga) en América del Sur y África.

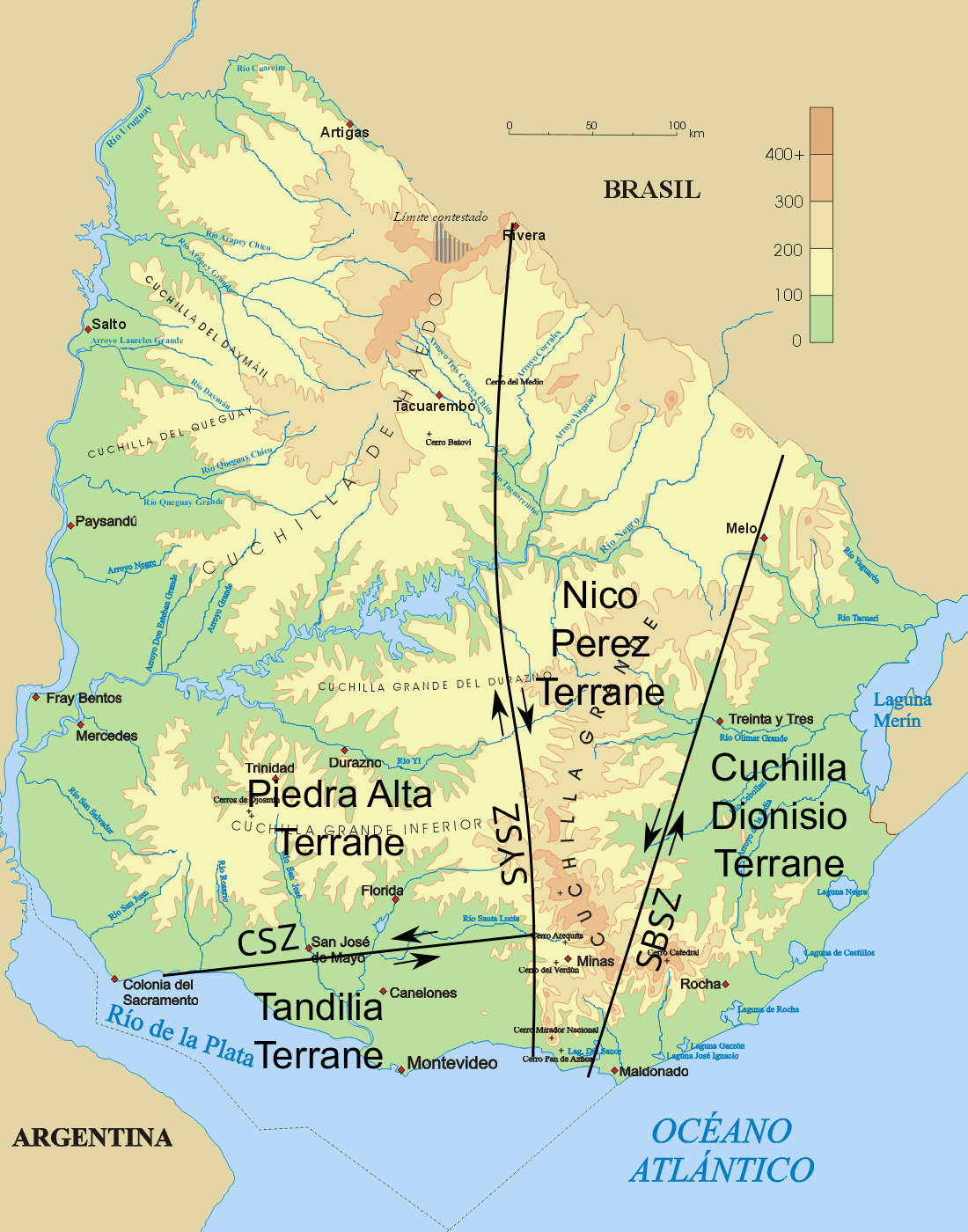
Mapa topográfico de Uruguay, con los terrenos y zonas de cizalla.

El escudo precámbrico en Uruguay incluye parte del cratón del Río de la Plata, una extensa área de roca de basamento cristalino estable subyacente en Uruguay, y grandes áreas del este de Argentina y el sur de Brasil. Aunque el Cratón del Río de la Plata subyace prácticamente a todo Uruguay, solo aparece en el sur y este del país ya que en otras partes del país está cubierto por rocas volcánicas o sedimentos más jóvenes. El escudo se formó durante dos eventos orogénicos; una hace 2000 millones de años (ma) para la parte occidental y otra de 700 a 500 ma para la parte oriental. El evento orogénico posterior es el resultado de la acresión de bloques y terrenos como consecuencia de la ruptura de Rodinia cuando los cratones de São Francisco y Río de la Plata formaron una placa en el oeste del Océano Adamastor. La parte oriental de la región del escudo uruguayo está atravesada por dos grandes zonas de cizallamiento, ambas que corren aproximadamente en dirección norte-sur, la Zona de Cizalla Sarandí del Yí y la Zona de Cizalla Sierra Ballena. Al oeste de la Zona de Cizalla de Sarandí del Yí, el cratón del Río de la Plata es intruido por el enjambre de diques de Florida del Paleoproterozoico Tardío.

## Cuencas sedimentarias
Después del ensamblaje de la configuración final del escudo, el territorio de Uruguay ha sido cubierto por varias formaciones sedimentarias que van desde areniscas devónicas hasta loess cuaternario. Todas las formaciones sedimentarias cubren solo parches del país, ya que la deposición no ha sido uniforme y la erosión ha limpiado superficies, arroyos y costas.
Las rocas sedimentarias de la edad del Devónico Inferior se encuentran en la parte central de Uruguay y están expuestas como una banda estrecha orientada de este a oeste a noreste. La parte superior y más conocida de esta secuencia está formada por areniscas. Durante el Paleozoico Tardío el territorio de Uruguay fue afectado por la Glaciación Karoo y posteriormente fue cubierto por lóbulos de hielo de la gran capa de hielo que cubría gran parte de Gondwana. Las estrías glaciales en las lutitas y los sedimentos tipo varvas encontrados en Uruguay se han asociado con esta glaciación. 
Durante las primeras etapas de rifting del Atlántico Sur, el área del sur de la Cuenca del Paraná sufrió un suave levantamiento que desvió los sedimentos hacia la región de Tacuarembó en Uruguay. Estos cambios llevaron a la creación de las formaciones Itacuambú y Tacuarembó durante el Jurásico Medio al Cretácico Temprano. Partes de la formación Tacuarembó llegaron a ser preservadas gracias a una unidad de los traps de Paraná, los basaltos de Arapey, que erupcionaron 132 ma y cubrieron los sedimentos..

## Provincia ígnea de Paraná
En el norte de Uruguay, los materiales volcánicos de la inundación basáltica continental de la provincia de Paraná forman una unidad litológica importante que se extiende más allá de las fronteras uruguayas hacia Argentina y Brasil, con partes de ella que ahora se encuentran en Namibia al otro lado del Atlántico debido a la tectónica de placas.